# Ливрага
Ливрага (итал. Livraga) је насеље у Италији у округу Лоди, региону Ломбардија.
Према процени из 2011. у насељу је живело 2126 становника. Насеље се налази на надморској висини од 61 м.

## Становништво
Према резултатима пописа становништва 2011. у општини је живело 2.602 становника.
| 1936. | 1951. | 1961. | 1971. | 1981. | 1991. | 2001. | 2011. |
| ----- | ----- | ----- | ----- | ----- | ----- | ----- | ----- |
| 3.143 | 3.263 | 3.025 | 2.697 | 2.448 | 2.449 | 2.508 | 2.602 |